# Yuan Meng
Yuan Meng (* 9. Mai 1986 in Changsha) ist eine ehemalige chinesische Tennisspielerin.

## Karriere
2006 und 2008 erreichte sie die zweite Runde im Einzel der Australian Open und 2006 die zweite Runde im Doppel der French Open.

## Turniersiege

### Einzel
| Nr. | Datum              | Turnier  | Kategorie   | Belag             | Finalgegnerin      | Ergebnis      |
| --- | ------------------ | -------- | ----------- | ----------------- | ------------------ | ------------- |
| 1.  | 13. März 2005      | Benalla  | ITF $10.000 | Rasen             | Marina Eraković    | 6:4, 6:4      |
| 1.  | 11. September 2005 | Peking 2 | ITF $50.000 | Hartplatz (Halle) | Vilmarie Castellvi | 4:6, 6:4, 6:4 |
| 1.  | 12. November 2006  | Shenzhen | ITF $50.000 | Hartplatz         | Iroda Toʻlaganova  | 4:6, 7:5, 6:1 |
| 1.  | 1. April 2007      | Hammond  | ITF $25.000 | Hartplatz         | Madison Brengle    | 6:2, 6:2      |

### Doppel
| Nr. | Datum         | Turnier | Kategorie   | Belag | Partnerin      | Finalgegnerinnen            | Ergebnis |
| --- | ------------- | ------- | ----------- | ----- | -------------- | --------------------------- | -------- |
| 1.  | 13. März 2005 | Benalla | ITF $10.000 | Rasen | Julia Efremova | Lauren Cheung Lisa D’Amelio | 6:4, 6:3 |

## Abschneiden bei Grand-Slam-Turnieren

### Einzel
| Turnier         | 2006 | 2007 | 2008 | 2009 | Bilanz | Karriere |
| --------------- | ---- | ---- | ---- | ---- | ------ | -------- |
| Australian Open | 2    | 1    | 2    | 1    | 2:4    | 2        |
| French Open     | 1    | —    | 1    | —    | 0:2    | 1        |
| Wimbledon       | 1    | —    | 1    | —    | 0:2    | 1        |
| US Open         | 1    | —    | —    | —    | 0:1    | 1        |

### Doppel
| Turnier         | 2006 | Bilanz | Karriere |
| --------------- | ---- | ------ | -------- |
| Australian Open | —    | -:-    | —        |
| French Open     | 2    | 1:1    | 1        |
| Wimbledon       | —    | -:-    | —        |
| US Open         | 1    | 0:1    | 1        |